# Station Hachette
Station Hachette is een spoorwegstation in de Franse gemeente Locquignol.